# عدد قابل للإنشاء

على سبيل المثال، الجذر التربيعي ل 2 قابل للإنشاء:
from the length unit, we can construct قطعة مستقيمة of length √ with straightedge and compass.

يكون العدد الحقيقي r قابلاً للإنشاء (بالإنجليزية: Constructible number)‏ إذا وفقط إذا أمكن رسم قطعة مستقيمة طولها وحدة القياس، وأمكن رسم قطعة مستقيمة طولها |r| بإنشاءات الفرجار والمسطرة بواحدة قياس معينة ، بينما يكون العدد العقدي قابلاً للإنشاء إذا كان كل من جزئيه الحقيقي والتخيلي قابلاً للإنشاء.
جميع الأعداد النسبية وجذورها التربيعية قابلة للإنشاء.

## التاريخ
ارتبط ميلاد مفهوم قابلية إنشاء عدد ما من عدمه بمعضلات المسطرة والفرجار الثلاث واللائي هن مضاعفة المكعب وتثليث الزاوية وتربيع الدائرة.
قام عالم الرياضيات جيمس جريجوري في كتاب له، بمحاولة البرهان على استحالة تربيع الدائرة في عام 1667. رغم أن برهانه كان خاطئا، إلا أنه يعتبر أول محاولة لحلحلة هذه المعضلة، مستعملا في ذلك الخصائص الجبرية للعدد π. جاء ببرهان قطعي على استحالة تربيع الدائرة عالم الرياضيات الألماني فيردينوند فون ليندمان، معتمدا في ذلك على امتداد قام به لعمل شارل هيرمت ومبرهنا بذلك على أن العدد π متسام.